# Руфрий Криспин
Руфрий Криспин (на латински: Rufrius Crispinus; † 66 г., Сардиния) е конник, преториански префект на Римската империя.
Вероятно е от египетски произход и отива в Рим. По времето на император Клавдий той става командир на преторианската гвардия (от 43 до 51 г.).
Криспин се жени около 44 г. за бъдещата императрица Попея Сабина и има с нея един син (* около 51 г.) със същото име. През 47 г. Валерия Месалина обвинява Децим Валерий Азиатик (консул 46 г.) в изневяра с Попея Сабина Старша, майката на съпругата му Попея. Император Клавдий изпраща Криспин в Baiae (в Баколи) да залови Азиатик и го докара в Рим. Азиатик и Попея Сабина Старша са принудени да се самоубият. След четири години Руфрий Криспин е свален през 51 г. от поста преториански префект от Агрипина Млада и сменен със Секст Афраний Бур.
През 58 г. Попея Сабина се развежда от Криспин, за да се омъжи за бъдещия император Отон. През 59 г. Попея е любовница на Нерон и 62 г. се омъжва за него. През 65 г. по време на Пизонския заговор Криспин е затворен и изпратен в изгнание в Сардиния. Император Нерон заповядва през 66 г. неговата екзекуция, понеже го мрази, защото е бил съпруг на жена му Попея. Синът му Руфрий Криспин е удавен още като малко момче на 15 години по време на риболов от робите на Нерон по негова заповед.